# 高松瑞代
高松 瑞代（たかまつ みずよ）は、 日本の数理情報学者。専門分野は数理情報学、数理工学、数理最適化、オペレーションズ・リサーチ。博士（情報理工学）（東京大学・2010年）。中央大学理工学部情報工学科教授。

## 経歴
2001年女子学院高等学校卒業。2005年東京大学工学部計数工学科数理情報工学コース卒業。2010年東京大学大学院情報理工学系研究科数理情報学専攻博士課程修了。
日本学術振興会特別研究員（DC2）を経て、2010年に中央大学理工学部情報工学科助教、2013年に同准教授、2022年に同教授に就任。JST CREST「現代の数理科学と連携するモデリング手法の構築」メンバー。
著書に『応用がみえる線形代数』（岩波書店）など。
2012年日本都市計画学会年間優秀論文賞受賞。2018年度日本応用数理学会論文賞（実用部門）受賞。第8回日本オペレーションズ・リサーチ学会研究賞奨励賞受賞。